# Pravděpodobnostní vytvořující funkce
Pravděpodobnostní vytvořující funkce diskrétní náhodné proměnné je v teorii pravděpodobnosti mocninná řada reprezentace (vytvořující funkce) pravděpodobnostní funkce náhodné proměnné. Pravděpodobnostní vytvořující funkce se často používají pro svůj stručný popis posloupnosti pravděpodobností Pr(X = i) v pravděpodobnostní funkci pro náhodnou veličinu X a díky tomu, že zpřístupňují dobře rozvinutou teorii mocninných řad s nezápornými koeficienty.

## Definice

### Jednorozměrný případ
Pokud X je diskrétní náhodná proměnná nabývající nezáporných celočíselných hodnot {0,1, ...}, pak pravděpodobnostní vytvořující funkce náhodné proměnné X je definována jako
{\displaystyle G(z)=\operatorname {E} (z^{X})=\sum _{x=0}^{\infty }p(x)z^{x},}
kde p je pravděpodobnostní funkce náhodné proměnné X. Jméno náhodné proměnné se často doplňuje jako dolní index: GX a pX, aby se zdůraznilo, že se funkce týkají určité náhodné proměnné X a jejího rozdělení pravděpodobnosti. Mocninná řada konverguje absolutně alespoň pro všechna komplexní čísla z s |z| ≤ 1; v mnoha případech je poloměr konvergence větší.

### Vícerozměrný případ
Pokud X = (X1,...,Xd ) je diskrétní náhodná proměnná nabývající hodnoty v d-rozměrné nezáporné celočíselné mřížce {0,1, ...}d, pak pravděpodobnostní vytvořující funkce náhodné proměnné X je definována jako
{\displaystyle G(z)=G(z_{1},\ldots ,z_{d})=\operatorname {E} {\bigl (}z_{1}^{X_{1}}\cdots z_{d}^{X_{d}}{\bigr )}=\sum _{x_{1},\ldots ,x_{d}=0}^{\infty }p(x_{1},\ldots ,x_{d})z_{1}^{x_{1}}\cdots z_{d}^{x_{d}},}
kde p je pravděpodobnostní funkce náhodné proměnné X. Mocninná řada konverguje absolutně alespoň pro všechny komplexní vektory  z = (z1,...,zd ) ∈ ℂd s max{|z1|,...,|zd |} ≤ 1.

## Vlastnosti

### Mocninná řada
Pro pravděpodobnostní vytvořující funkci platí všechna pravidla pro mocninné řady s nezápornými koeficienty. Konkrétně G(1−) = 1, kde G(1−) = limz→1G(z) zdola, protože součet pravděpodobností musí být roven jedné. Podle Abelovy věty pro mocninné řady s nezápornými koeficienty musí být poloměr konvergence jakékoli pravděpodobnostní vytvořující funkce alespoň 1.

### Pravděpodobnosti a střední hodnota
Následující vlastnosti umožňují odvození různých základních veličin vycházejících z X:
1. Pravděpodobnostní funkci náhodné proměnné X lze získat z derivací funkce G,
   {\displaystyle p(k)=\operatorname {Pr} (X=k)={\frac {G^{(k)}(0)}{k!}}.}
2. Z vlastnosti 1 plyne, že pokud náhodné proměnné X a Y mají stejné pravděpodobnostní vytvořující funkce (GX = GY), pak pX = pY. Čili pokud X a Y mají stejné pravděpodobnostní vytvořující funkce, pak mají stejné rozdělení.
3. Normalizaci hustoty pravděpodobnosti lze vyjádřit pomocí vytvořující funkce
   {\displaystyle \operatorname {E} (1)=G(1^{-})=\sum _{i=0}^{\infty }p(i)=1.}
střední (očekávaná) hodnota náhodné proměnné X je
   {\displaystyle \operatorname {E} (X)=G'(1^{-}).}
Obecněji k-tý faktoriálový moment, {\displaystyle \operatorname {E} (X(X-1)\cdots (X-k+1))} náhodné proměnné X je
   {\displaystyle \operatorname {E} \left({\frac {X!}{(X-k)!}}\right)=G^{(k)}(1^{-}),\quad k\geq 0.}
Takže rozptyl náhodné proměnné X je
   {\displaystyle \operatorname {Var} (X)=G''(1^{-})+G'(1^{-})-\left[G'(1^{-})\right]^{2}.}
Navíc k-tý obecný moment náhodné proměnné X je
    {\displaystyle \operatorname {E} (X^{k})=\left(z{\frac {\partial }{\partial z}}\right)^{k}G(z){\Big |}_{z=1^{-}}}
4. Platí {\displaystyle G_{X}(e^{t})=M_{X}(t)}, kde X je náhodná proměnná, {\displaystyle G_{X}(t)} je pravděpodobnostní vytvořující funkce (náhodné proměnné X) a {\displaystyle M_{X}(t)} je momentová vytvořující funkce (náhodné proměnné X) .

### Funkce nezávislých náhodných proměnných
Pravděpodobnostní vytvořující funkce jsou užitečné pro práci s funkcemi nezávislých náhodných proměnných. Například:
- Pokud X1, X2, ..., XN je posloupnost nezávislých náhodných proměnných (které mohou mít i různá rozdělení pravděpodobnosti) a

{\displaystyle S_{N}=\sum _{i=1}^{N}a_{i}X_{i},}
kde ai jsou konstanty, pak pravděpodobnostní vytvořující funkce je
{\displaystyle G_{S_{N}}(z)=\operatorname {E} (z^{S_{N}})=\operatorname {E} \left(z^{\sum _{i=1}^{N}a_{i}X_{i},}\right)=G_{X_{1}}(z^{a_{1}})G_{X_{2}}(z^{a_{2}})\cdots G_{X_{N}}(z^{a_{N}}).}
Jestliže například
{\displaystyle S_{N}=\sum _{i=1}^{N}X_{i},}
pak pravděpodobnostní vytvořující funkce GSN(z), je
{\displaystyle G_{S_{N}}(z)=G_{X_{1}}(z)G_{X_{2}}(z)\cdots G_{X_{N}}(z).}
Z uvedeného také plyne, že pravděpodobnostní vytvořující funkce rozdílu dvou nezávislých náhodných proměnných S = X1 − X2 je
{\displaystyle G_{S}(z)=G_{X_{1}}(z)G_{X_{2}}(1/z).}
- Předpokládejme, že N je také nezávislá diskrétní náhodná proměnná nabývající nezáporných celočíselných hodnot s pravděpodobnostní vytvořující funkcí GN. Pokud X1, X2, ..., XN jsou nezávislé náhodné veličiny se stejným rozdělením pravděpodobnosti a s obvyklou pravděpodobnostní vytvořující funkcí GX, pak

{\displaystyle G_{S_{N}}(z)=G_{N}(G_{X}(z)).}
To plyne z věty o celkové střední hodnotě:
{\displaystyle {\begin{aligned}G_{S_{N}}(z)&=\operatorname {E} (z^{S_{N}})=\operatorname {E} (z^{\sum _{i=1}^{N}X_{i}})\\[4pt]&=\operatorname {E} {\big (}\operatorname {E} (z^{\sum _{i=1}^{N}X_{i}}\mid N){\big )}=\operatorname {E} {\big (}(G_{X}(z))^{N}{\big )}=G_{N}(G_{X}(z)).\end{aligned}}}
Tento poslední fakt je užitečný při studiu Galtonových–Watsonových procesů a složených Poissonových procesů.
- Opět předpokládejme, že N je nezávislá diskrétní náhodná proměnná nabývající nezáporné celočíselné hodnoty s pravděpodobnostní vytvořující funkcí GN a hustotou pravděpodobnosti {\displaystyle f_{i}=\Pr\{N=i\}}. Pokud X1, X2, ..., XN jsou nezávislé náhodné proměnné, které nemají stejné rozdělení, a {\displaystyle G_{X_{i}}} jsou pravděpodobnostní vytvořující funkce náhodné proměnné {\displaystyle X_{i}}, pak

{\displaystyle G_{S_{N}}(z)=\sum _{i\geq 1}f_{i}\prod _{k=1}^{i}G_{X_{i}}(z).}
Pro Xi se stejným rozdělením se vzorec zjednodušuje na identitu uvedenou výše. Obecný případ bývá užitečný pro získání rozkladu SN pomocí vytvořující funkce.

## Příklady
- Pravděpodobnostní vytvořující funkce konstantní náhodné proměnné, tj. rozdělení s Pr(X = c) = 1, je

{\displaystyle G(z)=z^{c}.}
- Pravděpodobnostní vytvořující funkce binomické náhodné proměnné, počet úspěchů v n pokusech s pravděpodobností úspěchu p v každém pokusu je

{\displaystyle G(z)=\left[(1-p)+pz\right]^{n}.}
Jde o n-násobný součin pravděpodobnostní vytvořující funkce pro alternativní (Bernoulliho) rozdělení s parametrem p.
Takže pravděpodobnostní vytvořující funkce spravedlivé mince je
{\displaystyle G(z)=1/2+z/2.}
- Pravděpodobnostní vytvořující funkce negativní binomické náhodné proměnné na {0,1,2 ...}, počet neúspěchů dokud r-tého úspěchu s pravděpodobností úspěchu v každém pokusu p je

{\displaystyle G(z)=\left({\frac {p}{1-(1-p)z}}\right)^{r}.}
(konverguje pro {\displaystyle |z|<{\frac {1}{1-p}}}).
Jde o r-násobný součin pravděpodobnostní vytvořující funkce geometrické náhodné proměnné s parametrem 1 − p na {0,1,2,...}.
- Pravděpodobnostní vytvořující funkce Poissonovy náhodné proměnné s parametrem λ je

{\displaystyle G(z)=e^{\lambda (z-1)}.}

## Příbuzné koncepty
Pravděpodobnostní vytvořující funkce je příkladem vytvořující funkce posloupnosti (viz formální mocninná řada). Je ekvivalentní Z-transformaci pravděpodobnostní funkce a někdy se tak i nazývá.
K dalším vytvořujícím funkcím náhodných proměnných patří momentová vytvořující funkce, charakteristická funkce a kumulantová vytvořující funkce. Pravděpodobnostní vytvořující funkce je také ekvivalentní s faktoriálovou momentovou vytvořující funkcí, která jako {\displaystyle \operatorname {E} \left[z^{X}\right]} může být také uvažována pro spojité a jiné náhodné proměnné.